# Конвой № 3702
Конвой № 3702 — японський конвой часів Другої світової війни, проведення якого відбувалось у липні 1943 року.
Пунктом призначення конвою був атол Трук у центральній частині Каролінських островів, де ще до війни створили потужну базу японського ВМФ, з якої до лютого 1944 року провадились операції в низці архіпелагів. Вихідним пунктом став розташований у Токійській затоці порт Йокосука (саме звідси традиційно вирушала більшість конвоїв на Трук).
Конвой складався із двох загонів, які прямували з істотно різною швидкістю:
- 3702А, до якого увійшло судно для перевезення амуніції «Наруто-Мару» під охороною есмінця «Савакадзе»;
- 3702В, що складався із транспортів «Манджу-Мару», «Такунан-Мару» та «Хійосі-Мару» під ескортом допоміжних мисливців за підводними човнами CHa-5 та CHa-12 і тральщика W-26.

Також є відомості, що 2 липня з Йокосуки на Трук вийшли у складі якогось конвою траспорти "Момогава-Мару" та "Кікукава-Мару".
Конвой полишив порт 2 липня 1943 року. «Наруто-Мару», яке мало високу швидкість (до 16 вузлів) йшло із супроводом «Савакадзе» лише до 29 градуса північної широти (бл. 700 км від виходу з Токійської затоки). Далі це судно прямувало самостійно, допоки 7 липня на підході до пункту призначення не зустріло есмінець «Аріаке». 8 липня «Наруто-Мару» прибуло на Трук.
"Момогава-Мару" та "Кікукава-Мару" прибули на Трук 12 липня.
Ззагін 3702В 3 липня 1943 року пройшов повз острови Ідзу, де його полишив W-26, а 5 липня прибув на острів Тітідзіма (архіпелаг Оґасавара). Тут через тайфун довелося зачекати кілька діб, після чого 9—14 липня здійснили перехід на Сайпан (Маріанські острови). Тут залишився транспорт «Хійосі-Мару» (30 липня вирушить назад до Японії у складі конвою з Труку), зате до загону включили судно «Сансей-Мару» (прибуло на Сайпан з конвоєм № 3613). 17 липня загін 3702В розпочав останній перехід. З 20 липня для додаткового прикриття прибув з Труку переобладнаний мінний загороджувач «Кінджо-Мару», а 21 липня 3702В успішно досягнув пункту призначення.